# Rayapur (Saptari)
Pour les articles homonymes, voir Rayapur.
Rayapur (en népalais : रायपुर) est un comité de développement villageois du Népal situé dans le district de Saptari. Au recensement de 2011, il comptait 10 214 habitants.